# Didier-Léon Marchand
Didier-Léon Marchand (ur. 1 listopada 1925 w La Chapelle-de-Surieu, zm. 16 lutego 2022 w Valence) – francuski duchowny rzymskokatolicki, w latach 1978–2001 biskup Valence.

## Życiorys
Święcenia kapłańskie przyjął 19 maja 1951. 8 września 1978 został mianowany biskupem Valence. Sakrę biskupią otrzymał 5 listopada 1978. 11 grudnia 2001 przeszedł na emeryturę.